# Morelia tracyae
Morelia tracyae là một loài rắn trong họ Pythonidae. Loài này được Harvey Barker, Ammerman & Chippindale mô tả khoa học đầu tiên năm 2000.